# Harry Arter
Harry Nicholas Arter (Sidcup, Anglia, 1989. december 28. –) ír labdarúgó, legutóbb, 2020 és 2024 között, a Nottingham Forest középpályása volt.
Pályafutását a Charlton Athleticben kezdte, ahol mindössze egyetlen meccsen lépett pályára, csereként. A Staines Townt és a Welling Unitedet is megjárta kölcsönben, mielőtt a Wokinghoz igazolt volna. 2010-ben a Bournemouth-hoz igazolt, ahol 2011 után fontos csapattaggá vált. Ő is kivette a részét a Championshipbe, valamint a Premier League-be való feljutásból, 2013-ban, illetve 2015-ben.
Az angol születésű Arter válogatott szinten Írországot képviseli. A korosztályos csapatokban való szereplés után 2015 júniusában a felnőtt válogatottban is bemutatkozhatott.

## Pályafutása

### Klubcsapatokban

#### Charlton Athletic
Arter a Charlton Athletic akadémiáján kezdett el futballozni. A felnőtt csapatban egyetlen alkalommal, egy Luton Town elleni Ligakupa-meccsen játszhatott, 2007. szeptember 25-én. A 86. percben csereként váltotta Szvetoszlav Todorovot. A mérkőzést a Charlton 3-1-re elveszítette hosszabbítás után.
A 2008/09-es szezonban a Staines Townnál és a Welling Unitednél is megfordult kölcsönben.

#### Woking
2009. június 2-án egy évre aláírt a Wokinggal. Jó teljesítményt nyújtott, így több Football League-ben szereplő klub figyelmét is felkeltette, ezért valószínűsíthető volt, hogy a 2009/10-es szezon végén nem hosszabbít csapatával. A Woking honlapján hamarosan meg is jelent a hír, miszerint Arter megegyezett a Bournemouth-szal. A vételárat azonban az FA egyik jogi csoportjának kellett meghatároznia, mivel a két klub nem jutott egyezségre.

#### Bournemouth
Arter 2010. június 7-én a League One-ban szereplő Bournemouth-hoz igazolt, ismeretlen összeg ellenében. Két hónappal később, a szezon első meccsén mutatkozott be, éppen volt csapata, a Charlton Athletic ellen. Az első félidőben sárga lapot kapott egy Akpo Sodje elleni szabálytalanságért, majd a félidőben le is cserélték. Csapata végül 1-0-ra kikapott. Mivel nem tudott állandó helyet szerezni magának a kezdőben, 2011. március 4-én egy hónapra a szintén a harmadosztályban szereplő Carlisle Unitedhez szerződött kölcsönben. Már másnap pályára lépett, a Brighton & Hove Albion elleni meccs utolsó félórájában csereként váltva Liam Noble-t. A hosszabbításban egyenlített, ezzel megszerezve első gólját egy profi csapatban, végül azonban mégis a Brighton nyert, 4-3-ra, Liam Birdcutt késői góljának köszönhetően.
A következő szezon elején, 2011. augusztus 13-án, a Sheffield Wednesday ellen csereként váltotta Mark Molesleyt, majd megszerezve első gólját a Bournemouth színeiben, beállította a 2-0-s végeredményt. A szezon során összesen 34 bajnokin lépett pályára és öt gólt szerzett.
2012. augusztus 25-én 26 percnyi játék után kiállították a Preston North End ellen. Október 20-án, Eddie Howe menedzser visszatérésekor gólt szerzett a Tranmere Rovers 3-1-es legyőzése során. 37 mérkőzésen nyolc gólt szerzett a szezonban, többek között az idény utolsó meccsén, a Carlisle United ellen is betalált, melynek 3-1-es megnyerésével az Bournemouth bebiztosította feljutását a másodosztályba.
2015. május 2-án Arter gólt szerzett korábbi csapata, a Charlton Athletic ellen. A mérkőzés megnyerésének kulcsszerepe volt abban, hogy a Bournemouth bajnok lett a Championshipben és története során először feljutott a Premier League-be.

### Válogatottban
Arter két nagyszülője is Sligóban, Írországban született, ami lehetővé tette a számára, hogy szerepeljen az ír válogatottban. A korosztályos csapatok közül az U17-esben és az U19-esben is pályára lépett.
A felnőtt válogatottal kapcsolatban először 2015 februárjában merült fel a neve, amikor az ír szövetségi kapitány, Martin O’Neill azt mondta, hogy jó teljesítménye miatt gondolkozik rajta, hogy behívja a keretbe a Lengyelország elleni Eb-selejtezőre. Ez meg is történt, de a mérkőzésen nem kapott lehetőséget. Végül 2015. június 7-ig kellett várnia, amikor csereként váltotta Glenn Whelant az Anglia elleni 0-0-s barátságos mérkőzésen.

## Sikerei, díjai

### Klubcsapatban

#### Bournemouth
- Football League One
  - Ezüstérmes: 2012-13
- Football League Championship
  - Bajnok: 2014-15